# Tarcisio Benedetti
Tarcisio Vincenzo Benedetti O.C.D. (Treviolo, Italia, 28 de outubro de 1899, Lodi 24 de maio 1972) foi um bispo católico italiano, da cidade de Lodi.

## Biografia
Nasceu em Treviolo em 1899 e foi ordenado sacerdote da Ordem dos Carmelitas Descalços em 17 de julho 1927.
Consagrado bispo da Sé Suburbicária de Sabina-Poggio Mirteto em 1949, mudou-se à cidade de Lodi em 1952, onde faleceu em 24 de maio 1972. Està sepultado na catedral da cidade.